# Aeroportul Adak
Aeroportul Adak (IATA: ADK, ICAO: PADK, FAA LID: ADK) este un aeroport din Adak⁠(d), Aleutians West Census Area⁠(d), Unorganized Borough, Alaska, Alaska, Statele Unite ale Americii ce deservește zona Adak Island⁠(d). Aeroportul a fost tranzitat în 2019 de 6.318 pasageri.
Situat la o altitudine de 5 m, aeroportul dispune de 1 pistă. Este operat de Alaska Department of Transportation & Public Facilities⁠(d).

## Infrastructură

### Piste
Aeroportul dispune de o singură pistă. Pista 05/23 are suprafața de asfalt și dimensiunile 7.790 picioare × 200 picioare. 